# Нагорода «Греммі» за найкраще метал-виконання
Премія «Греммі» за найкраще метал-виконання (англ. Grammy Award for Best Metal Performance) — це нагорода, яка вручається на церемонії «Греммі» музичним виконавцям за твори (пісні чи альбоми), що містять якісне виконання в жанрі хеві-метал. Премія «Греммі» — це щорічна церемонія, на якій Академія звукозапису США вручає нагороди в кількох категоріях для «вшанування художніх досягнень, технічної майстерності та загальної досконалості в індустрії звукозапису, незалежно від продажів альбомів чи позиції в чартах».
Академія звукозапису вперше відзначила виконавців хеві-металу на 31-й щорічній церемонії вручення премії «Греммі» (1989). Спочатку ця категорія була представлена як «Найкраще вокальне або інструментальне виконання в жанрі хард-рок/метал», поєднуючи два найпопулярніших музичних жанри 1980-х років. Jethro Tull отримали цю нагороду за альбом Crest of a Knave, обійшовши Metallica, яка була фаворитом з альбомом …and Justice for All. Цей вибір викликав широку критику академії, оскільки журналісти вважали, що музика Jethro Tull не належить до жанрів хард-рок або хеві-метал. У відповідь Академія звукозапису створила категорії «Найкраще хард-рок-виконання» та «Найкраще метал-виконання», розділивши жанри.
Категорія «Найкраще метал-виконання» була вперше представлена на 32-й щорічній церемонії вручення премії «Греммі» в 1990 році, і знову стала предметом суперечок, коли вокаліст гурту Soundgarden Кріс Корнелл був збентежений висуненням академією гурту Dokken у цю категорію. Перші три роки переможцем премії був гурт Metallica, отримавши нагороди за пісню «One», кавер-версію Queen «Stone Cold Crazy» та альбом Metallica. У 2012—2013 роках нагороду тимчасово припинили вручати через серйозну перебудову категорій «Греммі»; всі сольні групові виступи в категоріях хард-рок і метал були перенесені в новостворену категорію «Найкраще виконання хард-рок/метал». Однак у 2014 році категорію «Найкраще хард-рок/метал виконання» було розділено на «Найкраще металеве виконання» та «Найкраще рок-виконання».
Metallica є рекордсменом за кількістю перемог у цій категорії, отримавши нагороду сім разів. Tool були переможцем тричі, Black Sabbath, Nine Inch Nails, Оззі Осборн і Slayer — двічі. Гурт Ministry тримає рекорд за кількістю номінацій без перемоги (шість), тоді як гурт Megadeth встановив рекорд за кількістю номінацій до своєї першої перемоги, перемігши лише з 10 разу. Поппі — єдина жінка, яка була номінована в цій категорії через 30 років після її заснування.

## Лауреати премії
| Рік[I] | Переможець               | Запис                                     | Номінанти | #             |
| ------ | ------------------------ | ----------------------------------------- | --- | ------------- |
| 1990   | Metallica                | «One»                                     | - Dokken – Beast from the East - Faith No More – The Real Thing - Queensrÿche – «I Don't Believe in Love» - Soundgarden – Ultramega OK                                  | [ 6 ]         |
| 1991   | Metallica                | «Stone Cold Crazy»                        | - Anthrax – Persistence of Time - Judas Priest – Painkiller - Megadeth – Rust In Peace - Suicidal Tendencies – Lights...Camera...Revolution!                            | [ 7 ]         |
| 1992   | Metallica                | Metallica                                 | - Anthrax – Attack of the Killer B's - Megadeth – «Hangar 18» - Motörhead – 1916 - Soundgarden – Badmotorfinger                                                         | [ 8 ]         |
| 1993   | Nine Inch Nails          | «Wish»                                    | - Helmet – «In the Meantime» - Megadeth – Countdown to Extinction - Ministry – «N.W.O.» - Soundgarden – «Into the Void (Sealth)»                                        | [ 9 ]         |
| 1994   | Оззі Осборн              | «I Don't Want to Change the World» (live) | - Iron Maiden – «Fear of the Dark» (live) - Megadeth – «Angry Again» - Suicidal Tendencies – «Institutionalized» - White Zombie – «Thunder Kiss '65»                    | [ 10 ]        |
| 1995   | Soundgarden              | «Spoonman»                                | - Anthrax та Public Enemy – «Bring the Noise» (live) - Megadeth – «99 Ways to Die» - Pantera – «I'm Broken» - Rollins Band – «Liar»                                     | [ 11 ]        |
| 1996   | Nine Inch Nails          | «Happiness in Slavery» (live)             | - Gwar – «S.F.W.» - Megadeth – «Paranoid» - Metallica – «For Whom the Bell Tolls» (live) - White Zombie – «More Human than Human»                                       | [ 12 ] [ 13 ] |
| 1997   | Rage Against the Machine | «Tire Me»                                 | - Alice Cooper та Rob Zombie – «Hands of Death (Burn Baby Burn)» - Korn – «Shoots and Ladders» - Pantera – «Suicide Note, Pt. II» - White Zombie – «I'm Your Boogieman» | [ 14 ]        |
| 1998   | Tool                     | «Ænema»                                   | - Corrosion of Conformity – «Drowning in a Daydream» - Korn – «No Place to Hide» - Megadeth – «Trust» - Pantera – «Cemetery Gates» (live)                               | [ 15 ]        |
| 1999   | Metallica                | «Better Than You»                         | - Judas Priest – «Bullet Train» - Nashville Pussy – «Fried Chicken and Coffee» - Rage Against the Machine – «No Shelter» - Rammstein – «Du hast»                        | [ 16 ]        |
| 2000   | Black Sabbath            | «Iron Man» (live)                         | - Ministry – «Bad Blood» - Motörhead – «Enter Sandman» - Nine Inch Nails – «Starfuckers, Inc.» - Rob Zombie – «Superbeast»                                              | [ 17 ]        |
| 2001   | Deftones                 | «Elite»                                   | - Iron Maiden – «The Wicker Man» - Marilyn Manson – «Astonishing Panorama of the Endtimes» - Pantera – «Revolution Is My Name» - Slipknot – «Wait and Bleed»            | [ 18 ]        |
| 2002   | Tool                     | «Schism»                                  | - Black Sabbath – «The Wizard» (live) - Slayer – «Disciple» - Slipknot – «Left Behind» - System of a Down – «Chop Suey!»                                                | [ 19 ]        |
| 2003   | Korn                     | «Here to Stay»                            | - P.O.D. – «Portrait» - Slipknot – «My Plague» - Stone Sour – «Get Inside» - Rob Zombie – «Never Gonna Stop (The Red Red Kroovy)»                                       | [ 20 ]        |
| 2004   | Metallica                | «St. Anger»                               | - Korn – «Did My Time» - Marilyn Manson – «Mobscene» - Spineshank – «Smothered» - Stone Sour – «Inhale»                                                                 | [ 21 ]        |
| 2005   | Motörhead                | «Whiplash»                                | - Cradle of Filth – «Nymphetamine (Overdose)» (feat. Лів Крістін) - Hatebreed – «Live for This» - Killswitch Engage – «The End of Heartache» - Slipknot – «Vermilion»   | [ 22 ]        |
| 2006   | Slipknot                 | «Before I Forget»                         | - Ministry – «The Great Satan (Remix)» - Mudvayne – «Determined» - Rammstein – «Mein Teil» - Shadows Fall – «What Drives the Weak»                                      | [ 23 ]        |
| 2007   | Slayer                   | «Eyes of the Insane»                      | - Lamb of God – «Redneck» - Mastodon – «Colony of Birchmen» - Ministry – «LiesLiesLies» - Stone Sour – «30/30-150»                                                      | [ 24 ]        |
| 2008   | Slayer                   | «Final Six»                               | - As I Lay Dying – «Nothing Left» - King Diamond – «Never Ending Hill» - Machine Head – «Aesthetics of Hate» - Shadows Fall – «Redemption»                              | [ 25 ]        |
| 2009   | Metallica                | «My Apocalypse»                           | - DragonForce – «Heroes of Our Time» - Judas Priest – «Nostradamus» - Ministry — «Under My Thumb» - Slipknot — «Psychosocial»                                           | [ 26 ]        |
| 2010   | Judas Priest             | «Dissident Aggressor» (live)              | - Lamb of God — «Set to Fail» - Megadeth — «Head Crusher» - Ministry — «Señor Peligro» (live) - Slayer — «Hate Worldwide»                                               | [ 27 ]        |
| 2011   | Iron Maiden              | «El Dorado»                               | - Korn — «Let the Guilt Go» - Lamb of God — «In Your Words» - Megadeth — «Sudden Death» - Slayer — «World Painted Blood»                                                | [ 28 ]        |
| 2014   | Black Sabbath            | «God Is Dead?»                            | - Anthrax — «T.N.T.» - Dream Theater — «The Enemy Inside» - Killswitch Engage — «In Due Time» - Volbeat — «Room 24» (feat. King Diamond)                                | [ 29 ]        |
| 2015   | Tenacious D              | «The Last in Line»                        | - Anthrax – «Neon Knights» - Mastodon — «High Road» - Motörhead — «Heartbreaker» - Slipknot — «The Negative One»                                                        | [ 30 ]        |
| 2016   | Ghost                    | «Cirice»                                  | - August Burns Red — «Identity» - Lamb of God — «512» - Sevendust — «Thank You» - Slipknot — «Custer»                                                                   | [ 31 ]        |
| 2017   | Megadeth                 | «Dystopia»                                | - Baroness — «Shock Me» - Gojira — «Silvera» - Korn — «Rotting in Vain» - Periphery — «The Price Is Wrong»                                                              | [ 32 ]        |
| 2018   | Mastodon                 | «Sultan's Curse»                          | - August Burns Red — «Invisible Enemy» - Body Count — «Black Hoodie» - Code Orange — «Forever» - Meshuggah — «Clockworks»                                               | [ 33 ]        |
| 2019   | High on Fire             | «Electric Messiah»                        | - Between the Buried and Me — «Condemned to the Gallows» - Deafheaven — «Honeycomb» - Trivium — «Betrayer» - Underoath — «On My Teeth»                                  | [ 34 ]        |
| 2020   | Tool                     | «7empest»                                 | - Candlemass — «Astorolus — The Great Octopus» (feat. Тоні Айоммі) - Death Angel — «Humanicide» - I Prevail — «Bow Down» - Killswitch Engage — «Unleashed»              | [ 35 ]        |
| 2021   | Body Count               | «Bum-Rush»                                | - Code Orange — «Underneath» - In This Moment — «The In-Between» - Poppy — «Bloodmoney» - Power Trip — «Executioner's Tax (Swing of the Axe)» (live)                    | [ 36 ]        |
| 2022   | Dream Theater            | «The Alien»                               | - Deftones — «Genesis» - Gojira — «Amazonia» - Mastodon — «Pushing the Tides» - Rob Zombie — «The Triumph of King Freak (A Crypt of Preservation and Superstition)»     | [ 37 ]        |
| 2023   | Оззі Осборн              | «Degradation Rules» (feat. Тоні Айоммі)   | - Ghost — «Call Me Little Sunshine» - Megadeth — «We'll Be Back» - Muse — «Kill or Be Killed» - Turnstile — «Blackout»                                                  | [ 38 ]        |
| 2024   | Metallica                | «72 Seasons»                              | - Disturbed — «Bad Man» - Ghost — «Phantom Of The Opera» - Slipknot — «Hive Mind» - Spiritbox — «Jaded»                                                                 | [ 39 ]        |